# Campionati europei di sci alpinismo 2018
I Campionati europei di sci alpinismo 2018 sono stati la 9ª edizione della competizione continentale di sci alpinismo. Si sono svolti dal 22 al 24 febbraio 2018 a Nicolosi, in Italia. 

## Podi

### Maschili
| Evento      | Oro                   | Argento             | Bronzo                  |
| Individuale | Robert Antonioli      | Michele Boscacci    | Kílian Jornet i Burgada |
| Vertical    | Kilian Jornet Burgada | Davide Magnini      | Antonio Alcalde Sanchez |
| Sprint      | Nicolò Canclini       | William Bon Mardion | Thomas Corthay          |

### Femminili
| Evento      | Oro             | Argento          | Bronzo                  |
| Individuale | Axelle Mollaret | Laetitia Roux    | Emelie Forsberg         |
| Vertical    | Axelle Mollaret | Victoria Kreuzer | Alba de Silvestro       |
| Sprint      | Adele Milloz    | Laetitia Roux    | Claudia Galicia Cotrina |

## Medagliere
| Posiz. | Nazione  | Oro | Argento | Bronzo | Totale |
| ------ | -------- | --- | ------- | ------ | ------ |
| 1      | Francia  | 3   | 3       | 0      | 6      |
| 2      | Italia   | 2   | 2       | 1      | 5      |
| 3      | Spagna   | 1   | 0       | 3      | 4      |
| 4      | Svizzera | 0   | 1       | 1      | 2      |
| 5      | Svezia   | 0   | 0       | 1      | 1      |
| Totale | Totale   | 6   | 6       | 6      | 18     |